# Слобідка (Рівненський район)
Слобі́дка — село в Україні, в Рівненському районі Рівненської області. Населення становить 454 особи.

## Географія
Селом тече річка Вілія.

## Історія
У 1906 році село Хорівської волості Острозького повіту Волинської губернії. Відстань від повітового міста 2 верст, від волості 10. Дворів 100, мешканців 691.